# D. J. Taylor
David John Taylor (geboren 22. August 1960 in Norwich) ist ein britischer Schriftsteller und Literaturhistoriker.

## Leben
David John Taylor besuchte die Schule in Norwich. Er studierte Geschichte am St John’s College in Oxford. Taylor war Mitglied des  Norwich Writers’ Circle.
Taylor schreibt Kritiken für The Daily Telegraph, The Guardian, The Independent, New Statesman, The Spectator, Private Eye und Literary Review.
Sein Roman Trespass wurde 1998 für den Booker Prize und der Roman Derby Day wurde 2011 für den Man Booker Prize nominiert. 1999 erhielt die italienische Übersetzung des Romans English Settlement den Premio Grinzane Cavour. Er erhielt 2003 den Whitbread Biography Award für seine Biografie von George Orwell. Einen geteilten Sidewise Award erhielt er 2013 für den Roman The Windsor Faction.
Taylor ist mit der Schriftstellerin Rachel Hore verheiratet, sie leben mit ihren drei Kindern in Norwich.

## Werke (Auswahl)
- Great Eastern Land: from the notebooks of David Castell. Roman. London : Secker & Warburg, 1986
- A Vain Conceit: British Fiction in the 1980s. London : Bloomsbury, 1989
- mit Marcus Berkmann: Other People: Portraits From The 90's. 1990
- Real Life. Roman. London : Chatto & Windus, 1992
- After the War: The Novel and England since 1945. London : Chatto & Windus, 1993
- English Settlement. Roman. London : Chatto & Windus, 1996
- After Bathing at Baxter’s. Kurzgeschichten. 1997
- Trespass. Roman. London : Duckworth, 1998
- Thackeray : the life of a literary man. Biografie. New York : Carroll & Graf, 1999
- The Comedy Man. Roman. London : Duck Editions, 2001
- Orwell : the life. Biografie. London : Vintage, 2003
- Kept : a Victorian mystery. Roman. London : Vintage, 2006
- On The Corinthian Spirit: The Decline of Amateurism In Sport. 2006
- Bright Young People: The Rise and Fall of a Generation 1918-1940. London : Chatto & Windus, 2007
- Ask Alice. Roman. London : Chatto & Windus, 2009
- At the Chime of a City Clock. Roman. London : Constable, 2010
- Derby Day. Roman. London : Vintage, 2011
- Secondhand Daylight. Roman. Windsor, 2013
- The Windsor Faction. Roman. London : Chatto & Windus, 2013
- Wrote for Luck. Galley Beggar Press, 2015
- The Prose Factory: Literary Life in England Since 1918. London : Chatto & Windus, 2016